# Pleuvila
Pleuvila (en francès Pleuville) és un municipi francès situat al departament del Charente i a la regió de la Nova Aquitània. L'any 2007 tenia 354 habitants.

## Demografia

### Població
El 2007 la població de fet de Pleuville era de 354 persones. Hi havia 151 famílies de les quals 44 eren unipersonals (15 homes vivint sols i 29 dones vivint soles), 70 parelles sense fills, 33 parelles amb fills i 4 famílies monoparentals amb fills.
La població ha evolucionat segons el següent gràfic:
Habitants censats

### Habitatges
El 2007 hi havia 242 habitatges, 163 eren l'habitatge principal de la família, 40 eren segones residències i 40 estaven desocupats. 240 eren cases i 2 eren apartaments. Dels 163 habitatges principals, 144 estaven ocupats pels seus propietaris, 17 estaven llogats i ocupats pels llogaters i 2 estaven cedits a títol gratuït; 8 tenien dues cambres, 24 en tenien tres, 48 en tenien quatre i 83 en tenien cinc o més. 143 habitatges disposaven pel capbaix d'una plaça de pàrquing. A 92 habitatges hi havia un automòbil i a 54 n'hi havia dos o més.

### Piràmide de població
La piràmide de població per edats i sexe el 2009 era:
| Homes | Edats   | Dones |
| ----- | ------- | ----- |
| 0     | 95 o +  | 0     |
| 0     | 90 a 94 | 0     |
| 4     | 85 a 89 | 4     |
| 4     | 80 a 84 | 4     |
| 12    | 75 a 79 | 16    |
| 12    | 70 a 74 | 16    |
| 4     | 65 a 69 | 12    |
| 16    | 60 a 64 | 8     |
| 12    | 55 a 59 | 16    |
| 36    | 50 a 54 | 16    |
| 16    | 45 a 49 | 16    |
| 8     | 40 a 44 | 8     |
| 8     | 35 a 39 | 8     |
| 12    | 30 a 34 | 4     |
| 16    | 25 a 29 | 0     |
| 8     | 20 a 24 | 12    |
| 12    | 15 a 19 | 4     |
| 0     | 10 a 14 | 4     |
| 8     | 5 a 9   | 0     |
| 8     | 0 a 4   | 16    |

## Economia
El 2007 la població en edat de treballar era de 209 persones, 118 eren actives i 91 eren inactives. De les 118 persones actives 110 estaven ocupades (66 homes i 44 dones) i 8 estaven aturades (3 homes i 5 dones). De les 91 persones inactives 56 estaven jubilades, 8 estaven estudiant i 27 estaven classificades com a «altres inactius».

### Ingressos
El 2009 a Pleuville hi havia 162 unitats fiscals que integraven 339 persones, la mediana anual d'ingressos fiscals per persona era de 12.354 €.

### Activitats econòmiques
Dels 11 establiments que hi havia el 2007, 3 eren d'empreses de construcció, 3 d'empreses de comerç i reparació d'automòbils, 1 d'una empresa de transport, 2 d'empreses d'hostatgeria i restauració i 2 d'empreses classificades com a «altres activitats de serveis».
Dels 4 establiments de servei als particulars que hi havia el 2009, 1 era una oficina de correu, 1 fusteria, 1 electricista i 1 empresa de construcció.
L'any 2000 a Pleuville hi havia 36 explotacions agrícoles que ocupaven un total de 1.975 hectàrees.

## Equipaments sanitaris i escolars
El 2009 hi havia una escola elemental integrada dins d'un grup escolar amb les comunes properes formant una escola dispersa.

## Poblacions més properes
El següent diagrama mostra les poblacions més properes.